# Provincia de Julcán
La provincia de Julcán es una de las doce que conforman el departamento de La Libertad en el norte del Perú. Limita por el norte con la provincia de Otuzco, por el este y por el sur con la provincia de Santiago de Chuco, y por el oeste con la provincia de Virú. Su capital es Julcán.
Desde el punto de vista jerárquico de la Iglesia católica, forma parte de la arquidiócesis de Trujillo.

## Historia
La provincia de Julcán fue creada por Ley n.º 25261, del 19 de junio de 1990. En ella se establece que la provincia estará conformada por el Distrito de Julcán (con su capital la Villa de Julcán), y los centros poblados de Carabamba, Calamarca y Huaso, los que se elevaron a la categoría de pueblo por dicha ley.
Al crearse la provincia de Otuzco en el año 1861, quedó conformada por los distritos de Otuzco, Usquil, Salpo, Lucma y Sinsicap, y fue precisamente dentro de la jurisdicción del distrito de Salpo, donde se hallaban las haciendas de Julcán, Carabamba y Machaytambo las mismas que pertenecían al Sr. Pedro Madalengoytia y que formaba un solo mayorazgo. Más tarde, el Sr. Madalengoytia vendió sus terrenos, Carabamba a la familia Pinillos, Machaytambo a la familia Alvarado, y Julcán a los señores Rosell, quienes en 1902 vendieron el 76,7 % de las acciones a los esposos don Manuel María Uceda y Jacoba Callirgos, luego en 1948 se hace la división y partición entre los Uceda Callirgos y Víctor Julio Rosell del modo siguiente:
- Víctor Julio Rosell: Chugurpampa y Santa Polonia
- Moisés Uceda Callirgos: Ayangay
- Rosa Uceda Callirgos de Requelmer: San Antonio de Ispashgón
- Augusto Uceda Callirgos: Paruque
- Zoila Uceda Callirgos de Bringas:San Antonio de Canduall
- Jorge Uceda Callirgos: Carrapalday
- Rita Uceda Callirgos de De la Puente: Cruz Pampa
- Rebeca Perpetua Uceda Callirgos: Chinchango

Julcán se había caracterizado por poseer tierras privilegiadas para el desarrollo de la agricultura y la ganadería, y como consecuencia, su comercio prolífero se ve favorecido en sus distintas variedades. 
Es así que hombres visionarios y emprendedores como Luis Felipe de la Puente Uceda y el padre Segundo Ismael Carranza Robles uniendo sus ideales y pensamientos, no escatimaron esfuerzos para lograr que la hacienda de Julcán se convirtiera en caserío, propósito que se logró con la resolución municipal de fecha 15 de mayo de 1958.
Pero el destino de Julcán no iba a quedar ahí, su nombre y sus fronteras estaban marcadas para crecer con el tiempo, y luego de 2 años de realizar las respectivas gestiones para elevarlo a la categoría de distrito, se logró con la Ley n.º 13659, del 12 de junio de 1961. Ayudaron en estas gestiones el Ing. Juan Manuel de la Puente, Juan Julio Zavaleta, Antenor Zavala, Javier Castro Vereau, Pedro Miñano Guzmán, Fernando Huanes Vargas, reverendo Segundo Carranza Robles, Gilberto Gavidia y concluyen estas gestiones el Ing. Juan Manuel de la Puente junto con Segundo Carranza, con la ley que fue promulgada por el entonces presidente, Dr. Manuel Prado Ugarteche. La inauguración del distrito de Julcán tuvo lugar el 24 de junio de 1961.

## Geografía
Esta emergente provincia se ubica a una altitud de 3404 m s. n. m. A 105 km y al este de la ciudad de Trujillo. Su extensión geográfica es de 1101,39 km² y tiene una población estimada, al año 2007, de 32 985 habitantes.

## División administrativa
La provincia está dividida en cuatro distritos:
1. Julcán
2. Calamarca
3. Carabamba
4. Huaso

## Autoridades

### Regionales
- Consejero regional
  - 2019-2022:[3] Wilson Hitler Rodríguez Rodríguez (Nueva Libertad)

### Municipales
- 2023-2026[4]
  - Alcalde: TARSIS REYES CASTILLO
  - Regidores:

  1. OSVAR RUPERTO CASTRO BURGOS
  2. LUCIA LILIANA ORBEGOSO LOPEZ
  3. ALVARO WILFREDO RIVERA ROJAS
  4. JIMENA ABIGAIL PEREDA REYES
  5. RONY JONY CASTRO EUSTAQUIO
  6. SANTOS MIGUEL HERMENEGILDO RODRIGUEZ
  7. FELICIANA MARIA CORRALES SANCHEZ

### Policiales
- Comisario: Capitán PNP Reyes Palma Ronald Orlando (años 2016 y 2017)